# Salisbury
Salisbury  je stolno mesto v Wiltshireu, Anglija in edino mesto v grofiji. To je drugo največje naselje v grofiji s številom prebivalcev med Chippenham s 35.800 in Swindon s 209.156 prebivalci. Je redko imenovan tudi New Sarum (Novi Sarum), da se razlikuje od prvotne starejše naselbine, danes na severu mesta na Old Sarum. 
Mesto stoji na jugovzhodu Wiltshirea, ob robu planote Salisbury. Leži ob sotočju petih rek: Nadder, Ebble, Wylye in Bourne so pritoki Avona, ki teče na južni obali v morju ob Christchurchu v Dorsetu. Železniška postaja Salisbury služi mestu in je križišče med West of England Main Line in Wessex Main Line in je regionalno križišče.
Stonehenge, UNESCOva svetovna dediščina, je 13 km severozahodno od Salisburyja.

## Toponimija
Cair-Caratauc, eno od 28 mest starih Britov, navedenih v Zgodovini Britov (9. stoletje), je bilo identificirano s Salisburyjem. Alternativna imena za mesto v Welsh Chronicle of the Britons (12. stoletje) so bila Caer-Caradog, Caer-Gradawc in Caer-Wallawg.
Do rimske dobe je ime postalo Sorbiodūnum; prvi del je bil neznanega izvora, čeprav je britska pripona -dūnon pomenila 'trdnjava'. Ime, ki je bilo prvič zabeleženo v anglosaškem obdobju, je bilo Searoburg (dativ Searobyrig), okoli konca 9. stoletja. To je bil delni vzdevek rimskega imena, pri čemer je burg staroangleška beseda za 'utrdbo'. Srednjeangleško Sarisberie je bilo skrajšano kot Sar, kar je posledično povzročilo latinizacijo Sarum.

## Zgodovina

### Old Sarum
Vrh hriba v Old Sarumu leži blizu neolitskih najdišč Stonehenge in Avebury in kaže nekaj znakov zgodnje poselitve. Zapovedoval je vzpetino med reko Bourne in Hampshire Avon, blizu križišča več zgodnjih trgovskih poti. V železni dobi, nekje med 600 in 300 pr. n. št., je bilo okoli njega zgrajeno gradišče (oppidum). Rimljani so morda zasedli mesto ali pa ga pustili v rokah zavezniškega plemena. V času saških vpadov je Old Sarum leta 552 padel v roke kralja Cynrica iz Wessexa. Sasi so imeli raje naselja v podzemlju, kot je bližnji Wilton, in so večinoma ignorirali Old Sarum, dokler vikinški vpadi niso privedli do tega, da je kralj Alfred Veliki (kralj Wessexa od 871 do 899) obnovil njegove utrdbe. Skupaj z Wiltonom pa so ga prebivalci zapustili, da bi ga dansko-norveški kralj Sven I. Vilobradi leta 1003 oplenil in zažgal. Kasneje je postalo mesto Wiltonove kovnice. Po normanski invaziji leta 1066 je bil leta 1070 zgrajen grad motte-and-bailey. Grad so neposredno posedovali normanski kralji; njen kastelan je bil na splošno tudi šerif Wiltshira.
Leta 1075 je koncil v Londonu postavil Hermana za prvega škofa v Salisburyju in združil svoja nekdanja sedeža v Sherbornu in Ramsburyju v eno škofijo, ki je pokrivala grofije Dorset, Wiltshire in Berkshire. Leta 1055 je Herman nameraval preseliti svoj sedež v Malmesbury, vendar so njegovi menihi in grof Godwin nasprotovali. Herman in njegov naslednik sveti Osmund sta začela graditi prvo stolnico v Salisburyju, čeprav nobeden ni dočakal njenega dokončanja leta 1092. Osmund je služil kot lord kancler Anglije (na položaju okoli 1070–1078); bil je odgovoren za kodifikacijo Sarumskega obreda, kompilacijo Domesday Book, ki je bila verjetno predstavljena Viljemu v Old Sarumu, in po stoletjih zagovarjanja salisburyjskih škofov ga je končno kanoniziral papež Kalist III. leta 1457. Stolnicaa je bila posvečena 5. aprila 1092, vendar je utrpela veliko škodo v neurju, ki naj bi se po tradiciji zgodilo le pet dni pozneje. Škof Roger je bil tesen zaveznik Henrika I. (vladal 1100–1135): služil je kot podkralj med kraljevo odsotnostjo v Normandiji in je skupaj s svojo razširjeno družino vodil kraljevo upravo in blagajno. V 1110. letih je prenovil in razširil stolnico Old Sarum in v 1130-ih začel delati na kraljevi palači, preden ga je aretiral Henrikov naslednik Štefan Angleški. Po tej aretaciji je bilo dovoljeno, da je grad v Old Sarumu propadel, vendar sta šerif in kastelan še naprej upravljala območje pod kraljevo oblastjo.

### Novi Sarum
Salisburyjski škof Hubert Walter je bil ključnega pomena pri pogajanjih s Saladinom med tretjo križarsko vojno, vendar je preživel malo časa v svoji škofiji, preden je bil povzdignjen v canterburyjskega nadškofa. Nasledila sta ga brata Herbert in Richard Poore, ki sta skoraj takoj začela načrtovati selitev stolnice v dolino. Njihove načrte je odobril kralj Rihard I., vendar so bili večkrat odloženi: Herbert je bil najprej prisiljen v izgnanstvo v Normandiji v 1190-ih zaradi sovražnosti njegovega nadškofa Walterja in nato ponovno na Škotsko v 1210-ih zaradi kraljeve sovražnosti po papeški prepovedi proti kralju Ivanu. Posvetna oblast je bila po izročilu še posebej ogorčena zaradi nekaterih klerikov, ki so razgaljali kastelanova ženska razmerja. Na koncu je bilo klerikom zavrnjeno dovoljenje za ponovni vstop na mestno obzidje po njihovih rogovih in procesijah. To je povzročilo, da je Peter Bloiški cerkev opisal kot »ujetnico znotraj zidov citadele, kot je Božja skrinja v profani Baalovi hiši«.
Naslednik in brat Herberta Pooreja Richard Poore je sčasoma leta 1220 preselil stolnico v novo mesto na svojem posestvu Veteres Sarisberias (»stari Salisburies«). Mesto je bilo na »Myrifield« (»Merryfield«),  travniku blizu sotočja rek Nadder in Hampshire Avon. Najprej je bil znan kot New Sarum ali New Saresbyri. Mesto je bilo postavljeno na mrežnem tlorisu.
Dela na novi stavbi stolnice, sedanji v Salisburyju, so se začela leta 1221. Kraj naj bi bil ustanovljen z izstrelitvijo puščice iz starega Saruma, čeprav je to zagotovo legenda: razdalja je več kot tri kilometre. Legenda je včasih spremenjena in trdi, da je puščica zadela belega jelena, ki je nadaljeval s tekom in umrl na mestu, kjer danes stoji stolnica. Struktura je bila zgrajena na lesenih stebrih na gramozni podlagi z nenavadno plitkimi temelji 45 cm, glavni del pa je bil dokončan v samo 38 letih. 123 m visok zvonik, najvišji v Združenem kraljestvu, je bil zgrajen pozneje. S kraljevo odobritvijo je bilo veliko kamnov za novo stolnico vzetih iz stare; drugi so prišli iz Chilmarka. Verjetno so jih prevažali z volovsko vprego zaradi ovir za čolne na reki Nadder zaradi številnih jezov in vodnih mlinov. Stolnica velja za mojstrovino zgodnje angleške arhitekture. Velika ura na zvoniku je bila nameščena leta 1386 in je ena najstarejših ohranjenih mehanskih ur na svetu. V njej je tudi najbolje ohranjena od štirih ohranjenih kopij Magne Carte.
New Sarum je postal mesto z listino kralja Henrika III. leta 1227 in je bil do 14. stoletja največje naselje v Wiltshiru. Mestno obzidje obdaja obzidje in je bilo zgrajeno v 14. stoletju, spet s kamni, odstranjenimi iz nekdanje stolnice v Old Sarumu. Obzidje ima zdaj pet vrat: vrata High Street Gate, St Ann's Gate, Queen's Gate in St Nicholas's Gate so bila prvotna, medtem ko so bila peta zgrajena v 19. stoletju, da bi omogočila dostop do šole škofa Wordswortha v bližini stolnice. V času svojega bivanja v mestu je skladatelj Händel bival v sobi nad vrati sv. Ane. Prvotna lokacija mesta v Old Sarumu je medtem postala neuporabna. Nadaljevalo se je kot gnilo okrožje: ob njegovi ukinitvi med reformami leta 1832 je njen poslanec (MP) predstavljal tri gospodinjstva.
Angleški parlament se je sestal v New Sarumu v letih 1324, 1328 in 1384.
Leta 1450 so v Salisburyju izbruhnili številni nemiri približno istočasno, ko je Jack Cade vodil znameniti upor po Londonu. Nemiri so se zgodili iz povezanih razlogov, čeprav je morda vplivalo tudi upadanje bogastva trgovine s tkaninami v Salisburyju. Nasilje je doseglo vrhunec z umorom škofa Williama Ayscougha, ki je bil vpleten v vlado. Leta 1483 je izbruhnil obsežen upor proti Rihardu III., ki ga je vodil njegov lastni 'kingmaker', Henry Stafford, 2. vojvoda Buckinghamski. Po propadu upora je bil Buckinghamski usmrčen v Salisburyju, blizu Bull's Head Inn. Akt parlamenta, Zakon o plovbi po reki Avon (Christchurch do New Sarum) iz leta 1664 (16 in 17 Cha. 2. c. 12), je bil sprejet 2. marca 1665, da je reka Avon postala plovna od Christchurcha do mesta New Sarum in delo dokončan, le da je projekt kmalu zatem uničila velika poplava. Kmalu zatem, med veliko kugo v Londonu, je Karel II. Angleški sodil v stolnici v Salisburyju.
Salisbury je bil kraj, izbran za zbiranje sil Jakoba II., da se uprejo Slavni revoluciji. Prispel je, da bi vodil svojih približno 19 000 mož 19. novembra 1688. Njegove čete se niso želele bojevati z Marijo ali njenim možem Viljemom in zvestoba mnogih Jakobovih poveljnikov je bila pod vprašajem. Prva kri je bila prelita v Wincanton Skirmish v Somersetu. V Salisburyju je Jakob slišal, da so nekateri njegovi častniki dezertirali, na primer Edward Hyde, in izbruhnila mu je krvavitev iz nosu, kar je razumel kot znamenje, da se mora umakniti. Njegov vrhovni poveljnik, grof Feversham, je 23. novembra svetoval umik in naslednji dan je John Churchill prebegnil k Viljemu. 26. novembra je Jakobova lastna hči, princesa Anne, storila enako in Jakob se je še isti dan vrnil v London in nikoli več ni bil na čelu resne vojaške sile v Angliji.

## Geografija
Salisbury se nahaja v dolini. Geologija območja, tako kot velik del južnega Wiltshira in Hampshira, je v veliki meri kreda. Rek, ki tečejo skozi mesto so bile preusmerjene in skupaj s krajino uporabljene za namakanje javnih vrtov. V poletnih mesecih so zlasti priljubljeni vrtovi kraljice Elizabete, saj je voda plitva in počasi tekoča, zato dovolj varna. Blizu teh vrtov so vodni travniki, kjer se voda pod nadzorom preliva v primeru visokih vod. Zaradi nižje ležečih zemljišč, so reke nagnjene k poplavljanju, še posebej v zimskih mesecih. Zato so poti in pešpoti, ki povezuje Harnham s preostalim delom mesta, na trenutke neprehodne. 
Vzrok za skrb za ljudi iz Salisbury je pomanjkanje ustreznih cest. Ni avtocest, ki bi ga povezale s pristaniščem Southampton in Bristol, tako da ves promet poteka skozi mesto.
Obstaja javno letališče v Old Sarumu in Thruxtonu blizu Andoverja.
Salisbury ima oceansko podnebje (Köppnova podnebna klasifikacija CFB), podobno kot skoraj vse Združeno kraljestvo. Najbližja Meteorološka vremenska postaja je Boscombe Down, približno 6 km severno od središča mesta. Salisbury je med najbolj sončnimi kraji v celinskih območjih v Veliki Britaniji, v povprečju ima več kot 1650 sončnih ur.

## Demografija
Upravno območje Salisbury, ki izključuje nekatera predmestja kot so Laverstock, Ford, Britford, Harnham in Odstock,  ima 40.302 prebivalcev ob popisu 2011. Celotno urbano območje pa 62.216 prebivalcev. Pri tem je 95,73% belcev (91,00% Britanski), 2,48% Azijcev (0,74% Indijcev, 0,41% Bangladeš, 0,40% Kitajcev), 0,45% črncev in 1,15% mešane rase.

## Gospodarstvo
Salisbury ima tržni dan ob torkih in sobotah in redno poteka od leta 1227. V 15. stoletju je imel Market Place tri oddelke. Poultry Cross za perutnino,sir in mleko so prodajali v trikotniku med HSBC banko in knjižnico. Tam je bil tudi tretji oddelek za volno in prejo. Danes obstaja še Barnwell ali Barnards kjer se prodaja govedo in druge žive živali. Le perutninski trg je delno ohranjen od leta 1852.
Leta 1226 je kralj Henrik III. izdal škofu Salisburyja listino, s katero je odobril 8 dnevno praznovanje ob prazniku Marijinega vnebovzetja (15. avgust). Skozi stoletja se je datum za sejem spreminjal, zdaj poteka na Market Place tri dni po tretjem ponedeljku v oktobru. Še vedno pa obstaja starodavni zakon, ki določa, da sejmi lahko potekajo v bližini katedrale.
Od 1833 do njene ukinitve v sredini 1980-ih, je bila Salisbury Gas Light & Coke Company, ki je skrbela za plin v mestu, eden glavnih delodajalcev. Družba je bila ustanovljena leta 1832, njen prvi predsednik je bil 3. grof Radnorski. 
Stonehenge, ki je na Unescovem seznamu svetovne dediščine, leži okoli 13 km severozahodno od Salisburyja in veliko pripomore k lokalnemu gospodarstvu. Tudi staro mesto Old Sarum in prvotna stolnica pritegnejo številne obiskovalce. 

## Znamenitosti
Najpomembnejša stavba je stolnicaa iz 13. stoletja z bogato okrašeno zahodno fasado. (Dela so se začela leta 1220, končala okoli leta 1258.) Stolnica vsebuje eno od štirih ohranjenih kopij Magne Carte. S 123 metri je stolp stolnice najvišji cerkveni stolp v Angliji. Kasneje leta 1315 je bil dodan ladji, vendar niso poskušali okrepiti nosilnih stebrov obstoječe stavbe. To je pomenilo, da je bilo treba statiko stolpa večkrat zavarovati z dodatnimi podporami. Na območju okoli stolnice so še drugi spomeniki, kot so College of Matrons, The Close 32, 33, Braybrooke House, Wren Hall in Hemingsby House.
Omeniti velja tudi velik zgodovinski Market square, nekdanje središče trgovine z volno in tekstilom, z različnimi zaščitenimi hišami, kot je Market Place 5. Market square, ki ga obvladuje cehovska hiša Guildhall, je tudi dom vojnega spomenika v Salisburyju, postavljenega leta 1922 in Henry Fawcett, postavljen leta 1887 - kip. Druge znamenitosti so Perutninski križ, ohranjena severna vrata, cerkev Sarum sv. Tomaža in Edmunda ter številne dobro obnovljene zgodovinske pollesene hiše, kot so 11, 13, 50, 52, 54 in 48 Silver Street - 52, pa tudi nakupovalna ulica Old Georg Mall, za staro gostilno The Old George Inn, ki je nastala s širitvijo nekdanjih konjskih hlevov. Drugi spomeniki so hotel Red Lion, tržnica v Salisburyju, zgrajena leta 1859, in hiša na 19, 21 Winchester Street, ki sega okoli leta 1500. Turistično in zgodovinsko zanimiva je tudi stanovanjska stavba, ki jo je njen lastnik zgradil iz lesa razstavljene ladje.
Na severnem obrobju mesta leži grad Old Sarum s svojo normansko trdnjavo. Stonehenge je približno 13 km severno od Salisburyja.

## Prijateljska mesta
Salisbury je pobraten z:
- Saintes, Francija, od leta 1990
- Xanten, Nemčija, od leta 2006
- Salisbury je tudi sestrsko mesto Salisbury v Severni Karolini in
- Salisbury, Maryland, oba v Združenih državah Amerike

## V umetnosti
- Salisbury je original "Melchester" v romanih Thomasa Hardyja Jude Obscure (1895).
- živahno življenje trgov Salisburyja, kot so bili leta 1842, je opisano v poglavju 5 Martin Chuzzlewit, Charlesa Dickensa.
- fiktivna stolnica Kingsbridge v televizijski mini seriji The Pillars of the Earth (2010), ki temelji na zgodovinskem romanu z istim imenom Kena Folletta je oblikovan po stolnicah Wells in Salisbury. Končni strel serije je iz stolnice Salisbury.
- roman Sarum Edwarda Rutherfurda opisuje zgodovino Salisburyja.
- roman The Spire Williama Goldinga pripoveduje zgodbo o gradnji zvonika neimenovane stolnicle podobne Salisburyski.
- serija Starbridge (šest romanov) Susan Howatch se dogaja v Cathedral City podobno Salisburyju med 1930 in 1960. Kaže različne dele verskega mišljenja in delovanja v anglikanski cerkvi.